# So. Central Rain (I'm Sorry)
So. Central Rain (I'm Sorry) è un brano della band statunitense R.E.M.. La canzone è il primo singolo estratto dal secondo album della band Reckoning (1984).

## Tracce
7" Single
1. "So. Central Rain (I'm Sorry)" - 3:16
2. "Walter's Theme" / "King of the Road" (Roger Miller) - 4:44

12" single
1. "So. Central Rain (I'm Sorry)" - 3:16
2. "Voice of Harold" - 4:25
3. "Pale Blue Eyes" (Lou Reed) - 2:54